# Скоростная дорога
Скоростная дорога — дорога для скоростного движения автомобилей, доступная для въезда только через развязки и на которой остановка или стоянка на проезжей части запрещены.

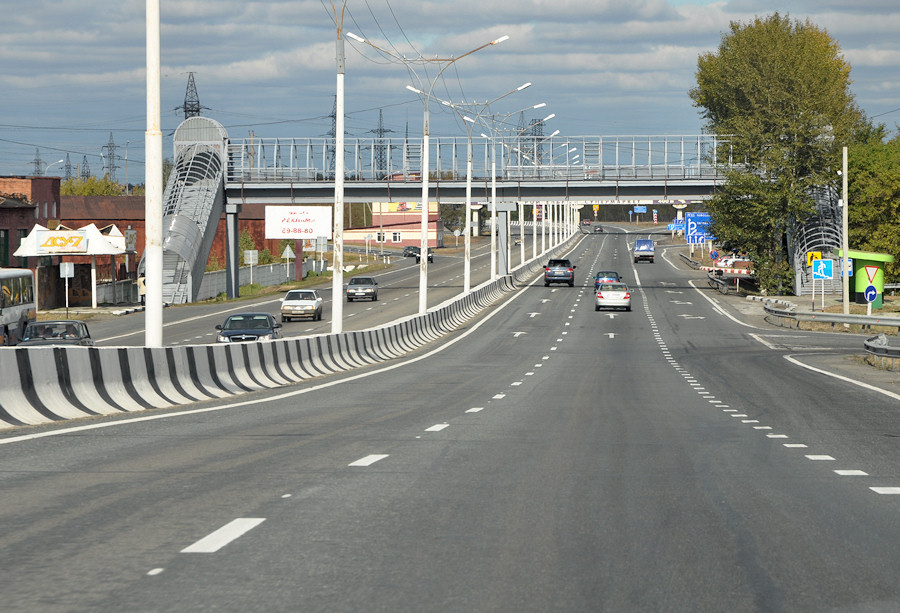
Скоростная дорога М-52 Чуйский тракт возле Новоалтайска

К скоростным дорогам относятся автомобильные дороги:
- имеющие на всем протяжении многополосную проезжую часть с центральной разделительной полосой;
- не имеющие пересечений в одном уровне с автомобильными, железными дорогами, трамвайными путями, велосипедными и пешеходными дорожками;
- доступ на которые возможен через пересечения в разных уровнях и примыкания в одном уровне (без пересечения потоков прямого направления), устроенных не чаще, чем через 3 км друг от друга.

## Нормативные документы
- ГОСТ Р 52398-2005 Классификация автомобильных дорог. Основные параметры и требования.